# Kirsty McGuinness
Kirsty McGuinness (* 4. November 1994 in Nordirland) ist eine nordirische Fußball- und Gaelic-Footballspielerin. Sie steht derzeit beim Cliftonville FC unter Vertrag  und spielte 2010 erstmals für die nordirische Fußballnationalmannschaft.

## Fußball

### Vereine
Kirsty McGuinness begann im Alter von 14 Jahren damit, Fußball zu spielen und spielte zunächst für den Linfield FC. Im Jahr 2012 wechselte sie zum Rivalen Glentoran FC. Nach einer Saison kehrte sie wieder zu Linfield zurück, obwohl auch der Arsenal Women FC Interesse an ihr gezeigt haben soll. Im August 2020 gab der Sion Swifts FC bekannt, dass man Kirsty McGuinness und ihre Schwester Caitlin McGuinness verpflichtet habe. 2021 wechselte sie schließlich zum Cliftonville FC.

### Nationalmannschaft
McGuinness spielte zunächst für die nordirische U-17-Mannschaft und U-19-Mannschaft. Sie kam bereits im Alter von 15 Jahren am 24. Juli 2010 bei einem Spiel gegen die Estnische Fußballnationalmannschaft der Frauen erstmals für die nordirische Nationalmannschaft zum Einsatz. Bei der Fußball-Europameisterschaft der Frauen 2022 spielte sie in allen drei Vorrundenspielen, wobei sie einmal eingewechselt wurde und zweimal von Beginn an spielte. Auch im Rahmen der Qualifikation zur Fußball-Weltmeisterschaft der Frauen 2023 kam sie zum Einsatz.

## Gaelic Football
McGuinness spielt Gaelic Football für Antrim GAA. 2012 gewann sie mit dem Team die gesamtirische Fußballmeisterschaft der Juniorinnen. Sie gehört zur kleinen Gruppe von Sportlerinnen, die sowohl Fußball für Nordirland als auch Gaelic Football für Antrim gespielt haben. Beim Training für Linfield trug sie ein Shirt von Antrim und umgekehrt. Sie ist Fan von Celtic Glasgow und bevorzugt Fußball gegenüber Gaelic Football.